# Mr. Children
Mr. Children (ミスターチルドレン), també coneguda com a Misuchiru (ミスチル), és una banda japonesa de rock.
Mr. Children és una de les tres bandes més famoses i venudes del Japó dins del seu camp, al costat de B'z i Southern All Stars.
L'estil musical de Mr.Children ha variat notòriament amb el temps, acord al pas dels anys, la banda ha passat de compondre música rock&pop amb una temàtica lleugera i innocent a un rock més incisiu i psicodèlic combinant estils com el Jazz, Blues i el Rock d'una manera suggestiva i molt propers al treball que feu The Beatles en la seua carrera.
Mr.Children és molt respectat a nivell artístic, solistes i bandes com Utada Hikaru, Ken Hirai, the pillows, Kuwata Keisuke, Remioromen, KinKi Kids entre tants altres són admiradors de la banda i reconeixen la transcendència aquesta a través del temps.